# Mary Beth Evans
Mary Beth Evans (Pasadena, 7 maart 1961) is een Amerikaanse actrice, vooral bekend van haar rol als Kayla in Days of our Lives.

## Carrière
Haar eerste grote rol was die van Kayla Brady in Days of our Lives waarmee ze in juli 1986 mee begon. Ze was de tegenspeelster van de strijdende broers Jack Deveraux en Patch Johnson en koos in de soap uiteindelijk voor Patch (Stephen Nichols), ze werden een superkoppel. In 1990 werd Patch vermoord en Kayla bleef nog 2 jaar in Salem en verliet toen (mei 1992) de serie.
In september 1993 begon ze in General Hospital als slechterik Bell Ashton, ze bleef tot 1999. In 1996 trok de show Stephen Nichols aan om ook hier haar tegenspeler te worden.
Ze verhuisde naar New York om van 2000 tot 2005 de rol van Sierra Esteban te spelen in As the World Turns. Haar rol werd weer kleiner na een verhaallijn met haar dochter Lucy (Peyton List) en een verhaallijn bij Worldwide met Dusty Donovan, Jennifer Munson en Craig Montgomery. Later was was ze nog te zien in de verhaallijn met Lucinda Walsh die lijdt aan borstkanker.
Voor de soap One Life to Live werd haar in 2004 de rol aangeboden van dokter Paige Miller, maar Evans sloeg het aanbod af en de rol ging naar Kimberlin Brown.
Op 12 juli 2006 keerde ze terug naar Days of our Lives na 14 jaar afwezigheid, haar overleden echtgenoot werd na 16 jaar terug tot leven geroepen.

## Persoonlijk leven
Evans trouwde in 1985 met dr. Michael Schwartz. Ze kregen samen drie kinderen.